# Annibale e Cannibale
Annibale e Cannibale (The Shnookums & Meat Funny Cartoon Show) è una serie televisiva animata statunitense del 1995, creata da Bill Kopp.
Prodotta dalla Walt Disney Television Animation, la serie è uno spin-off di Marsupilami, a sua volta spin-off di Raw Toonage, e fu un tentativo da parte della Disney di produrre un cartone animato con uno stile più demenziale, sulla scia delle serie The Ren & Stimpy Show e La vita moderna di Rocko di Nickelodeon.
La serie è stata trasmessa per la prima volta negli Stati Uniti in syndication dal 2 gennaio al 27 marzo 1995, per un totale di 13 episodi (e 39 segmenti) ripartiti su una stagione. In Italia è stata trasmessa su Rai 2 dal 24 dicembre 1995 al 17 marzo 1996.

## Trama
Ogni episodio della serie è composto da tre segmenti distinti:
- Annibale e Cannibale (Shnookums & Meat!): ha come protagonisti un gatto di nome Annibale e un cane di nome Cannibale che non vanno molto d'accordo. I loro proprietari, chiamati semplicemente Marito e Moglie, sono personaggi tipo visibili solo dal collo in giù, e all'inizio di ogni episodio escono di casa lasciando i loro animali domestici a badare al loro "domicilio". Alcuni dei segmenti di Annibale e Cannibale sono in realtà repliche di quelli già apparsi in Marsupilami.
- Super Possum, il super dinamico opossum del domani (Pith Possum: Super Dynamic Possum of Tomorrow): una parodia dei fumetti di Batman con protagonisti l'opossum supereroe Super Possum e il suo assistente Omicron il procione che combattono la criminalità a Possum City quando vengono convocati dal commissario Stress il gorilla. Il nemico principale di Super Possum è il dottor Paul Bunion, un boscaiolo pazzo. La vera identità di Super Possum è Peter Possum, un umile fattorino che lavora presso un tabloid ed è innamorato della reporter umana Doris Deer, ed ha ottenuto capacità straordinarie dopo un esperimento andato male quando era un opossum da laboratorio.
- Tex Stella di Latta, il migliore del West (Tex Tinstar: The Best in the West): una parodia dei serial sul West che coinvolge il cowboy Tex Stella di Latta, il suo cavallo Qui Bello e i suoi amici Jack, Percy Lacedaisy e Floyd il crotalo che si cacciano sempre nei guai inseguendo la banda di fuorilegge Cavalieri della Notte costituita da Bronco, Ian e Clem. Ogni episodio termina con un cliffhanger che rimanda alla settimana successiva.

## Episodi
| Stagione       | Episodi | Prima TV USA | Prima TV Italia |
| -------------- | ------- | ------------ | --------------- |
| Prima stagione | 13      | 1995         | 1995-1996       |

## Personaggi e doppiatori
- Annibale (in originale: Shnookums), voce originale di Jason Marsden, italiana di Francesco Pannofino.
- Cannibale (in originale: Meat), voce originale di Frank Welker, italiana di Franco Chillemi.
- Marito e Moglie, voci originali di Steve Mackall e Tress MacNeille, italiana di Sandro Iovino e Stefanella Marrama.
- Super Possum / Peter Possum (in originale: Pith Possum), voce originale di Jeff Bennett, italiana di Michele Gammino.
- Omicron il procione (in originale: Obediah the Wonder Raccoon), voce originale di Patric Zimmerman, italiana di Stefano Mondini.
- Commissario Stress (in originale: Commissioner Stress), voce originale di Brad Garrett.
- Tenente Tensione (in originale: Lieutenant Tension), voce originale di Jess Harnell.
- Dr. Paul Bunion, voce originale di Jim Cummings, italiana di Dario Penne.
- Doris Deer, voce originale di April Winchell.
- Tex Stella di Latta (in originale: Tex Tinstar), voce originale di Jeff Bennett, italiana di Antonio Sanna.
- Here Boy.
- Smelly Deputy Chafe, voce originale di Charlie Adler.
- Percy Lacedaisy, voce originale di Corey Burton.
- Floyd il crotalo (in originale: Floyd the Insane Rattlesnake), voce originale di Jess Harnell.
- Wrong Riders.
  - Wrongo, voce originale di Brad Garrett.
  - Ian, voce originale di Corey Burton.
  - Clem.